# Tour der schottischen Rugby-Union-Nationalmannschaft nach Australien 1982
| Tour der Schotten nach Australien 1982 | Tour der Schotten nach Australien 1982 | Tour der Schotten nach Australien 1982 | Tour der Schotten nach Australien 1982 | Tour der Schotten nach Australien 1982 |
| Übersicht                              | S                                      | G                                      | U                                      | N                                      |
| -------------------------------------- | -------------------------------------- | -------------------------------------- | -------------------------------------- | -------------------------------------- |
| Test Matches                           | 2                                      | 1                                      | 0                                      | 1                                      |
| Sonstige Spiele                        | 7                                      | 5                                      | 0                                      | 2                                      |
| Gesamt                                 | 9                                      | 6                                      | 0                                      | 3                                      |
|                                        |                                        |                                        |                                        |                                        |
| Australien                             | 2                                      | 1                                      | 0                                      | 1                                      |

Die Tour der schottischen Rugby-Union-Nationalmannschaft nach Australien 1982 umfasste eine Reihe von Freundschaftsspielen der schottischen Rugby-Union-Nationalmannschaft. Sie reiste im Juni und Juli 1982 durch Australien, wobei sie während dieser Zeit neun Spiele bestritt. Darunter waren zwei Test Matches gegen die australische Nationalmannschaft, die mit je einem Sieg und einer Niederlage endeten. Somit feierten die Schotten erstmals einen Erfolg in einem Test Match gegen ein Nationalteam der Südhemisphäre. Hinzu kamen sieben weitere Spiele gegen regionale Auswahlteams, bei denen fünf Siege und zwei Niederlagen resultierten.

## Spielplan
- Hintergrundfarbe grün = Sieg
- Hintergrundfarbe rot = Niederlage

(Test Matches sind grau unterlegt; Ergebnisse aus der Sicht Schottlands)
| # | Datum         | Gegner                       | Ort       | Stadion               | Ergebnis |
| - | ------------- | ---------------------------- | --------- | --------------------- | -------- |
| 1 | 10. Juni 1982 | Queensland Country           | Mount Isa |                       | 44:16    |
| 2 | 13. Juni 1982 | Queensland Reds              | Brisbane  | Ballymore Stadium     | 7:18     |
| 3 | 19. Juni 1982 | Sydney Rugby Union           | Sydney    | Sydney Cricket Ground | 13:22    |
| 4 | 23. Juni 1982 | Victorian Rugby Union        | Melbourne | Olympic Park Stadium  | 38:3     |
| 5 | 26. Juni 1982 | New South Wales Waratahs     | Sydney    | Sydney Cricket Ground | 31:7     |
| 6 | 29. Juni 1982 | New South Wales Country      | Singleton |                       | 44:3     |
| 7 | 04. Juli 1982 | Australien                   | Brisbane  | Ballymore Stadium     | 12:7     |
| 8 | 07. Juli 1982 | Australian Capital Territory | Canberra  | Manuka Oval           | 22:4     |
| 8 | 10. Juli 1982 | Australien                   | Sydney    | Sydney Cricket Ground | 9:33     |

## Test Matches
| 4. Juli 1982 | Australien                           | 7 : 12        | Schottland                                                                       | Ballymore Stadium, Brisbane Zuschauer: 21.722 Schiedsrichter: Richard Byres (Australien) |
| 4. Juli 1982 | Versuche: Hawker Straftritte: Hawker | (3:3) Bericht | Versuche: Robertson Erhöhungen: Irvine Straftritte: Irvine Dropgoals: Rutherford | Ballymore Stadium, Brisbane Zuschauer: 21.722 Schiedsrichter: Richard Byres (Australien) |

Aufstellungen:
- Australien: Phillip Cox, Tony D’Arcy, Glen Ella, Mark Ella, Duncan Hall, Mike Hawker, Mark Loane , Peter McLean, Brendan Moon, Michael O’Connor, Stan Pilecki, Christopher Roche, Bill Ross, Tony Shaw, Andrew Slack
- Schottland: Roger Baird, Jim Calder, Bill Cuthbertson, Colin Deans, Rick Gordon, Andy Irvine , David Johnston, Roy Laidlaw, Gerry McGuinness, Iain Milne, Iain Paxton, Keith Robertson, John Rutherford, Alan Tomes, Derek White

| 10. Juli 1982 | Australien                                                                            | 33 : 9         | Schottland              | Sydney Cricket Ground, Sydney Zuschauer: 36.498 Schiedsrichter: Richard Byres (Australien) |
| 10. Juli 1982 | Versuche: Gould (2) O’Connor Erhöhungen: Paul McLean (3) Straftritte: Paul McLean (5) | (21:6) Bericht | Straftritte: Irvine (3) | Sydney Cricket Ground, Sydney Zuschauer: 36.498 Schiedsrichter: Richard Byres (Australien) |

Aufstellungen:
- Australien: Phillip Cox, Tony D’Arcy, Roger Gould, Peter Grigg, Duncan Hall, Mike Hawker, Mark Loane , Paul McLean, Peter McLean, Brendan Moon, Michael O’Connor, Stan Pilecki, Christopher Roche, Bill Ross, Tony Shaw
- Schottland: Roger Baird, Bill Cuthbertson, Jim Calder, Colin Deans, Rick Gordon, Andy Irvine , David Johnston, Roy Laidlaw, Gerry McGuinness, Iain Milne, Iain Paxton, Keith Robertson, John Rutherford, Alan Tomes, Derek White 
 Auswechselspieler: Eric Paxton